# Migration indo-aryenne en Assam

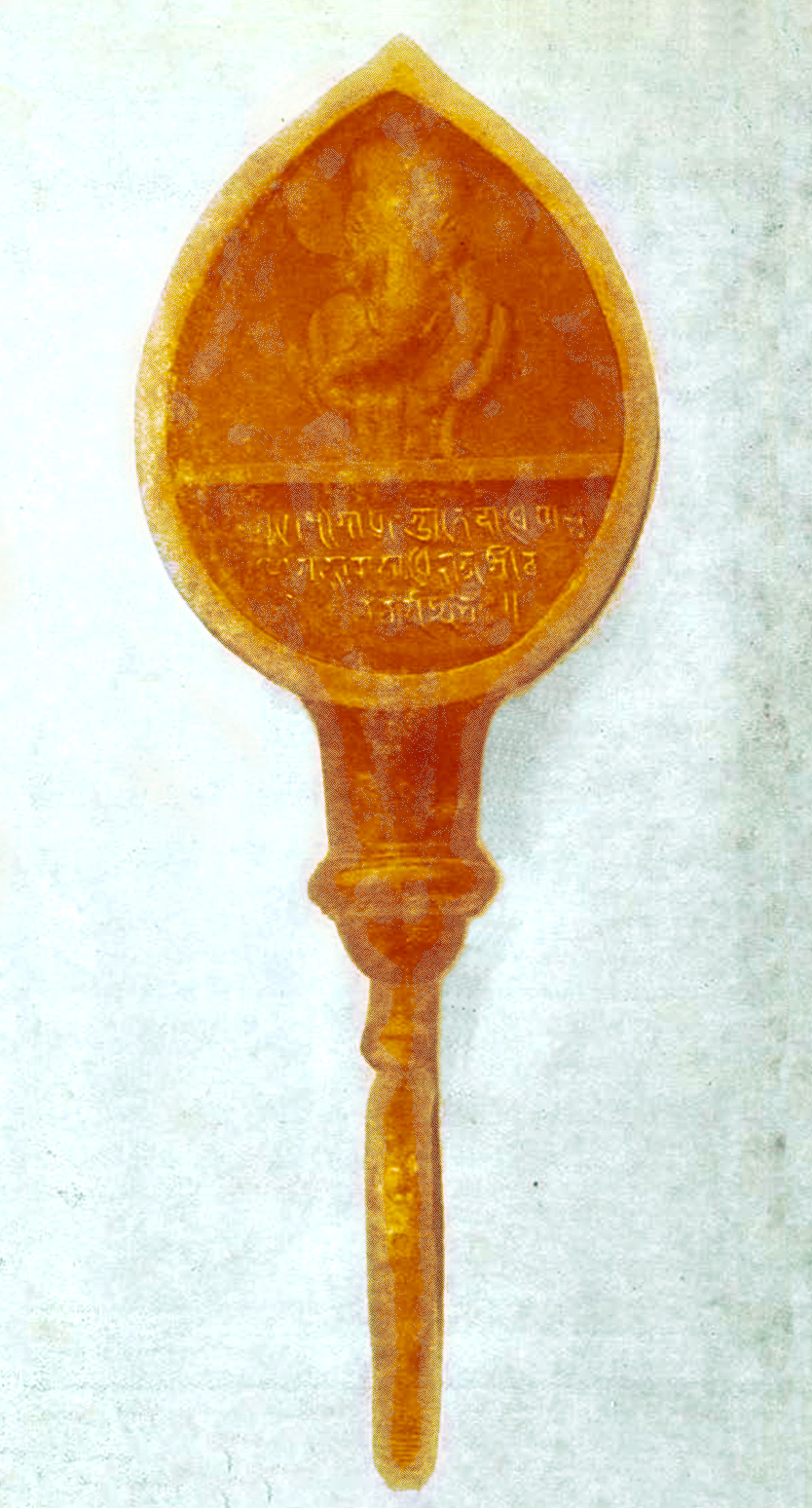
Sceau en plaque de cuivre des rois Kamarupa

Les personnes parlant des langues indo-aryennes ont émigré pour la première fois dans l'Assam (et le reste du nord-est de l'Inde) vers le cinquième siècle avant notre ère. Ils venaient des plaines gangétiques dans une région déjà habitée par des personnes qui parlaient les langues austroasiatiques et tibéto-birmanes.

## Assam pré-indo-aryen
Le Shatapatha Brahmana, texte du VIIIe au VIe siècle av. J.-C., décrit la sanskritisation de l'Inde orientale jusqu'à la rivière Karatoya (en), la frontière occidentale du royaume historique de Kamarupa. L'Aitareya Brahmana a indiqué que la culture aryenne s'était répandue dans l'ancien Assam, le Gopatha Brahmana raconte l'origine du nom « Kamarupa » et Sankhyayana Grihasamgraha décrit « Pragjyotisha » comme le pays du lever du soleil.
Sur le plan archéologique, la poterie noire et polie du nord-est, un style de poterie associé au développement des premiers grands États du nord de l'Inde, n'a atteint le Karatoya qu'à partir du IIe siècle av. J.-C. La sanskritisation de l'Assam ne peut donc être poussée au-delà du VIe siècle av. J.-C. Il est également significatif que ni les sources bouddhistes anciennes ni les épigraphes Ashokan (IIIe siècle av. J.-C. avec la capitale de l'Inde orientale) ne mentionnent la région de l'Assam. Le périple de la mer Érythréenne (Ier siècle av. J.-C.) et la géographie de Ptolémée (IIe siècle) font référence au Cachar de la vallée de Barak à Assam, Sylhet et Tripura sous le nom de Kirrhadia, d'après le peuple Kirata (non-indo-aryen). Une référence à Lauhitya dans Kautilya de Arthashastra est identifié par les commentateurs avec la vallée du Brahmapoutre, si le Arthashastra sous sa forme actuelle est daté aux premiers siècles de CE, et les commentaires de même plus tard.
Il semble que la région de l'Assam soit devenue une punya bhumi, une région qui n'exigeait pas de cérémonie de purification hindoue par la période post-Gupta (320-550 de notre ère).

## Introduction de l'indo-aryen
La première mention historique de cette région en Indo-Aryen provient de l'inscription de Samudragupta en Allahabad, qui mentionne deux royaumes de la région — Kamarupa et Davaka. Les témoignages les plus anciens d'Indo-Aryen à Assam sont les inscriptions rocheuses d'Umachal et de Nagajari-Khanikargaon, datant du Ve siècle.

### Villages Brahman
Deux inscriptions de Bhaskaravarman (600-650 de notre ère) sur des plaques de cuivre sont des rééditions de subventions à des brahmanes pour s'installer dans certaines parties du royaume de Kamarupa pendant le règne de Bhutivarman (518-542). Cette politique, des rois locaux établissant des Brahmanes d'autres endroits du royaume, était une politique commune de tous les rois Kamarupa qui donnait lieu à des poches d'influence brahmanique. Les inscriptions montrent que les brahmanes donataires sont venus à Assam du Bangladesh, du Bengale, du Bihar et de l'Uttar Pradesh d'aujourd'hui. La présence et l'influence indo-aryennes sont devenues significatives à partir du VIIe siècle. Alors que les premières concessions avaient des frontières naturelles telles que des arbres ou de l'eau, celles des derniers souverains Pala (Xe – XIe siècles), se limitaient de plus en plus à d'autres terres concédées, indiquant ainsi que les poches de villages indo-aryennes devenaient contiguës. Néanmoins, le processus de sanskritisation n'a jamais été complet en Assam et des sections importantes sont restées en dehors de l'influence brahmanique.

### Langues
Les inscriptions kamarupa, écrites en sanscrit, suggèrent qu'une majorité d'immigrés indo-aryens parlait le kamarupi prakrit, précurseur de la langue assamaise et du Proto-Kamata ; et que peu de savants connaissaient le sanscrit. Le sanscrit était la langue liturgique de l'hindouisme et la langue officielle du kamarupa; et l'assamais est devenu une langue de liaison, acceptée comme langue seconde par certains des peuples autochtones; avec le temps, il est devenu la première langue pour beaucoup. En retour, l'assamais a acquis les caractéristiques linguistiques des locuteurs natifs. L'écriture montre une évolution du premier script Gupta vers le script moderne assamais. Les derniers exemples, tels que l'inscription Kanai-boroxiboa, utilisent une écriture proto-assamaise.
L'empire Magadha a été fondé par Bimbisara au IVe siècle av. J.-C. Vers cette époque, ou après, tout le nord du Bengale, au sud du district de Jalpaiguri et à l'ouest du Trisrota, fut absorbé par l'empire Maurya avec la région de Tamralipti au sud-ouest. L'empire Mauryan d'Ashoka comprenait sans aucun doute le nord du Bengale, entre les rivières Teesta (Karatoya) et Kosi, car des stupas érigés par Ashoka furent découverts par Xuanzang au VIIe siècle. Cette région a continué à être incluse dans l'empire Magadha au moins jusqu'au VIe siècle. Pendant le règne des Guptas impériaux, il était connu sous le nom de Pundravardhana, dont les habitants parlaient alors généralement des langues non aryennes.
À l'est et au nord de Pundravardhana, Kamarupa demeura un royaume indépendant, gouverné par une lignée de rois indigènes qui descendaient de héros des épopées Naraka, Bhagadatta et Vajradatta. Les récits indo-aryens de la région entre 500 avant notre ère et le IVe siècle proviennent du Mahabharata et des Puranas révisés (du IIe siècle av. J.-C. au IIe siècle), et du Kalika-Purâna du Xe siècle. Les récits dans ces textes hindous son en conflit, mais les dynasties Kamarupa ont revendiqué des ancêtres remontant à desmilliers d'années. On suppose que des bandes d'Indo-Aryens se sont déplacées de Magadha vers les régions forestières de la vallée du Brahmaputra; Parashurama, Bashishtha et Narakasura sont évoqués dans les mythes suivants. Le Kalika-Purâna rapporte que Naraka a déplacé une dynastie autochtone Danava.

## Sanskritisation sous les rois Kamarupa
« Dans son inscription en cuivre Nidhanpur, Bhaskar Varman aurait révélé la lumière de la religion aryenne (prakasit aryadharmaloka) en dissipant l'obscurité accumulée de Kali Yuga. »

— Kanaklal Barua, Early History of Kamarupa (1933)
Au cours de la période historique, les rois de Kamarupa ont encouragé l'immigration en provenance du nord de l'Inde et ont établi les brahmanes comme « des îles de domaines privés dans une mer de terres de cultures tribales détenues par la communauté ». L'un d'eux était Habung, où Ratnapal de la dynastie des Pala de Kamarupa a établi des brahmanes au Xe siècle, alors connu comme Ha-Vrnga Vishaya.
Bien que les récits traditionnels prétendent que les rois de l'Assam étaient indo-aryens, les connaissances modernes ne sont pas claire,. La sanskritisation est un processus qui se produit simultanément à la déshification (ou localisation, ou tribalisation) en Assam.
Les archives épigraphiques, jusqu'à présent mises au jour, permettent de retracer une généalogie presque ininterrompue de ces rois depuis le milieu du IVe siècle jusqu'au XIIe siècle, soit près de neuf cents ans. Très peu des anciens royaumes hindous en Inde peuvent présenter des archives généalogiques aussi uniques couvrant une aussi longue période. Pas moins de douze inscriptions sur plaques de cuivre, sceaux inscrits et inscriptions de roche enregistrées par divers rois de Kamarupa au cours de cette période ont été découvertes et déchiffrées. Dossiers épigraphiques laissés par le célèbre Gupta empereur Samudragupta, Yasodharman, roi de Malwa, qui était un conquérant célèbre, Adityasena, qui appartenait à la ligne des Guptas tardifs de Magadha, Jayadeva, un roi bien connu du Népal et certains des rois de Pala et les rois du Sena du Bengale fournissent un matériau utile pour l'histoire de Kamarupa au cours de cette période. D'autres documents incluent Raghuvaugsa de Kalidasa, les écrivains chinois, le Harsha-Charita de Banabhatta, le Raja-tarangini de Kahlan et des traductions à partir d'enregistrements tibétains.

## Langue assamaise moderne
La langue assamaise moderne est la plus orientale des langues indo-aryennes, parlée par plus de 15 millions de locuteurs natifs. Elle sert également de lingua franca dans la région. Avec des langues étroitement liées, elle est également parlée dans certaines régions d'Arunachal Pradesh et d'autres États du nord-est de l'Inde.

## Voir également
- Dynastie Varman
- Théories de la migration indo-aryenne
- sanskrit
- aryen